# Намеровский, Геннадий Васильевич
Геннадий Васильевич Намеровский (род. 2 мая 1942 года, Прииртышское, Павлодарская область, КазССР, СССР) — советский и российский художник, член-корреспондент Российской академии художеств (2007). Народный художник Российской Федерации (1999).

## Биография
Родился 2 мая 1942 года в с. Прииртышское Павлодарской области Казахской ССР, с 1981 года — живёт и работает в Смоленске.
В 1965 году — окончил художественно-графический факультет Омского государственного педагогического института, руководитель — народный художник РФ, член-корреспондент АХ СССР, профессор — А. Н. Либеров.
С 1973 года — член Союза художников СССР, России.
С 1974 по 1978 годы — член Правления Омской организации Союза художников РСФСР.
С 1983 по 1986 годы — член Правления и председатель правления Смоленской организации Союза художников России, с 1995 года — член Союза дизайнеров России, с 2000 по 2003 годы — председатель Смоленского отделения Российского фонда культуры.
В 2007 году — избран членом-корреспондентом Российской академии художеств от Отделения графики.
Создатель Дома художника в Смоленске (1987).
Преподавательская деятельность

с 1965 по 1975 годы — кафедра рисунка Омского государственного педагогического института;

с 1979 по 1980 годы — Витебский технологический институт;

С 2001 по 2007 годы — профессор Смоленского государственного института искусств;

с 2007 года по настоящее время — профессор Смоленского государственного университета.

## Творческая деятельность
Среди произведений графические и живописные серии: «БАМ»(1974-75), «Люди севера Сибири» (1976-78), «По Киеву» (1981), «Заботы сельские» (1982), «Лето на Индигирке» (1986), «Камчатка» (1988), «Мой город» (1989), «Моя деревня» (1992), «Город на семи холмах» (1994), «Болдинская осень» (1997), «Большие окна» (1999), «По Италии» (2001-05), «Храмы Смоленска» (2006-08).
С 1969 года — постоянный участник международных, всесоюзных, республиканских, всероссийских выставок.
Произведения представлены в музейных и частных коллекциях в России и за рубежом.

## Награды
- Народный художник Российской Федерации (22 ноября 1999) — за большие заслуги в области искусства[1]
- Заслуженный художник РСФСР (4 февраля 1992) — за заслуги в области изобразительного искусства[2]
- Почётная грамота Президента Российской Федерации (4 ноября 2022) — за заслуги в развитии отечественной культуры и искусства, многолетнюю плодотворную деятельность[3].
- Премия Ленинского комсомола (1977)
- Медаль «В память 850-летия Москвы» (1997)
- Почетный знак «За заслуги перед Смоленщиной» (31 октября 2024)— за большой вклад в развитие изобразительного искусства, плодотворную деятельность в сфере культуры и искусства в Смоленской области, воспитание творческой молодежи
- Премия Министерства культуры РСФСР (1975)